# Yuan Shang
Yuan Shang (†207) was de derde zoon van krijgsheer Yuan Shao en was actief ten tijde van de Chinese keizer Han Xiandi, de laatste keizer van de Oostelijke Han-dynastie. Hij volgde zijn vader op als gouverneur van de provincie Yi. Hij zal uiteindelijke de duimen moeten leggen tegen de eeuwige rivaal van zijn vader en de werkelijke leider van China, Cao Cao.

## Context
Na jaren lang strijd tussen de krijgsheren Yuan Shao en Cao Cao, verloor Yuan Shao de Slag bij Guandu in 200. Yuan Shao trok zich terug en net voor zijn dood koos hij voor zijn derde zoon Yuan Shang als zijn opvolger. Een bittere troonstrijd tussen de broers brak uit. Toen de oudste zoon Yuan Tan steun ging vragen bij Cao Cao, ging hij daar gretig op in. Uiteindelijk kwam het tot een treffen, de Slag om de Wittewolvenberg in 207. Yuan Shang verloor en vluchtte samen met een andere broer Yuan Xi om steun bij krijgsheer Gongsun Kang van Liaodong. Gongsun Kang liet beide broers onthoofden en stuurde hun hoofden naar Cao Cao. Hierdoor werd Cao Cao heerser van Noord-China. 